# Liste des résolutions du Conseil de sécurité des Nations unies adoptées en 2025
Les résolutions du Conseil de sécurité des Nations unies sont les décisions qui sont votées par le Conseil de sécurité des Nations unies.
Une telle résolution est acceptée si au moins neuf des quinze membres (depuis le 17 décembre 1963, 11 membres avant cette date) votent en sa faveur et si aucun des membres permanents qui sont la Chine, les États-Unis, la France, le Royaume-Uni et la Russie (l'Union soviétique avant 1991) n'émet de vote contre (qui est désigné couramment comme un veto).

## Résolutions 2768 à 2769
- Résolution 2768 : Maintien de la paix et de la sécurité internationales (adoptée le 15 janvier 2025)
- Résolution 2769 : La situation en Libye (Libye sanctions) (adoptée le 16 janvier 2025)

## Résolutions 2770 à 2779
- Résolution 2770 : Date d'élection pour combler une vacance à la Cour internationale de Justice (adoptée le 24 janvier 2025)
- Résolution 2771 : La situation à Chypre (UNFICYP) (adoptée le 31 janvier 2025)
- Résolution 2772 : Rapports du Secrétaire général sur le Soudan et le Soudan du Sud (1591 Comité) (adoptée le 17 février 2025)
- Résolution 2773 : La situation concernant la République démocratique du Congo (adoptée le 21 février 2025)
- Résolution 2774 : Maintien de la paix et de la sécurité de l'Ukraine (adoptée le 24 février 2025)
- Résolution 2775 : Paix et sécurité en Afrique (adoptée le 28 février 2025)
- Résolution 2776 : Paix et sécurité en Afrique (adoptée le 3 mars 2025)
- Résolution 2777 : La situation en Afghanistan (MANUA) (adoptée le 17 mars 2025)
- Résolution 2778 : Rapports du Secrétaire général sur le Soudan et le Soudan du Sud (adoptée le 30 avril 2025)
- Résolution 2779 : Rapports du Secrétaire général sur le Soudan et le Soudan du Sud (adoptée le 8 mai 2025)

## Résolutions 2780 à 2789
- Résolution 2780 : La situation en Libye (adoptée le 29 mai 2025)
- Résolution 2781 : Rapports du Secrétaire général sur le Soudan et le Soudan du Sud (adoptée le 30 mai 2025)
- Résolution 2782 : La situation au Moyen-Orient (FNUOD) (adoptée le 30 juin 2025)
- Résolution 2783 : La situation concernant la République démocratique du Congo (adoptée le 30 juin 2025)
- Résolution 2784 : Date d'élection pour combler une vacance à la Cour internationale de Justice (adoptée le 2 juillet 2025)
- Résolution 2785 : La question concernant Haïti (BINUH) (adoptée le 14 juillet 2025)
- Résolution 2786 : La situation au Moyen-Orient (MINUAAH) (adoptée le 14 juillet 2025)
- Résolution 2787 : Maintien de la paix et de la sécurité internationales (adoptée le 15 juillet 2025)
- Résolution 2788 : Maintien de la paix et de la sécurité internationales (adoptée le 22 juillet 2025)
- Résolution 2789 : Paix et sécurité en Afrique (2745 Comité) (adoptée le 29 juillet 2025)